# Zemer
Zemer (hebr. זמר; arab. زيمر) – samorząd lokalny położony w Dystrykcie Centralnym, w Izraelu.

## Położenie
Leży w zachodniej części Samarii, w otoczeniu kibuców Bachan, Lahawot Chawiwa i Maggal, oraz moszawów Gan Joszijja, Omec i Achituw. Na południu i wschodzie od miasteczka przebiega granica terytoriów Autonomii Palestyńskiej, która jest strzeżona przez mur bezpieczeństwa. Po stronie palestyńskiej znajdują się miasta Tulkarm, Dajr al-Ghusun, Attil i Zajta.

## Historia
29 listopada 1947 roku Zgromadzenie Ogólne Organizacji Narodów Zjednoczonych przyjęło Rezolucję nr 181 o podziale Palestyny na dwa państwa: żydowskie i arabskie. Na mocy tej rezolucji znajdujące się w tym rejonie arabskie wioski Jama, Bir as-Sika, Ibtan i Marja miały znaleźć się w państwie arabskim, jednak podczas wojny o niepodległość w 1948 roku wojska izraelskie opanowały całą okolicę. Po zawarciu rozejmu, wioski znalazły się na terytoriach przyznanych państwu Izrael. W 1988 roku nastąpiło połączenie czterech tutejszych wiosek (Jama, Bir as-Sika, Ibtan i Marja), w wyniku czego utworzono miasteczko Zemer, któremu nadano status samorządu lokalnego.

## Demografia
Zgodnie z danymi Izraelskiego Centrum Danych Statystycznych w 2008 roku w mieście żyło 5,4 tys. mieszkańców, wszyscy Arabowie.
Populacja miasta pod względem wieku:
| Wiek (w latach) | Procent populacji w % |
| --------------- | --------------------- |
| 0-4             | 12,3%                 |
| 5-9             | 13,8%                 |
| 10-14           | 11,5%                 |
| 15-19           | 10,2%                 |
| 20-29           | 16,2%                 |
| 30-44           | 18,6%                 |
| 45-59           | 11,3%                 |
| ponad 60        | 6,0%                  |

Źródło danych: Central Bureau of Statistics.

## Edukacja
Wśród tutejszych szkół znajdują się: Bir al-Sika, średnia szkoła rolnicza Jama oraz college Zemer Ort.

## Gospodarka
Gospodarka miejscowości opiera się na rolnictwie, uprawach w szklarniach i sadownictwie (uprawy drzewek oliwnych).

## Transport
Na zachód od miejscowości przebiega autostrada nr 6, brak jednak możliwości bezpośredniego wjazdu na nią. Przez miasteczko przebiega droga nr 574, którą jadąc na północ dojeżdża się do kibucu Maggal i miasta Baka-Dżatt, lub jadąc na południe po przekroczeniu izraelskiego przejścia granicznego dojeżdża się do miasta Tulkarm. Droga nr 5714 prowadzi na południowy zachód do kibucu Bachan.